# Vioolsdrift

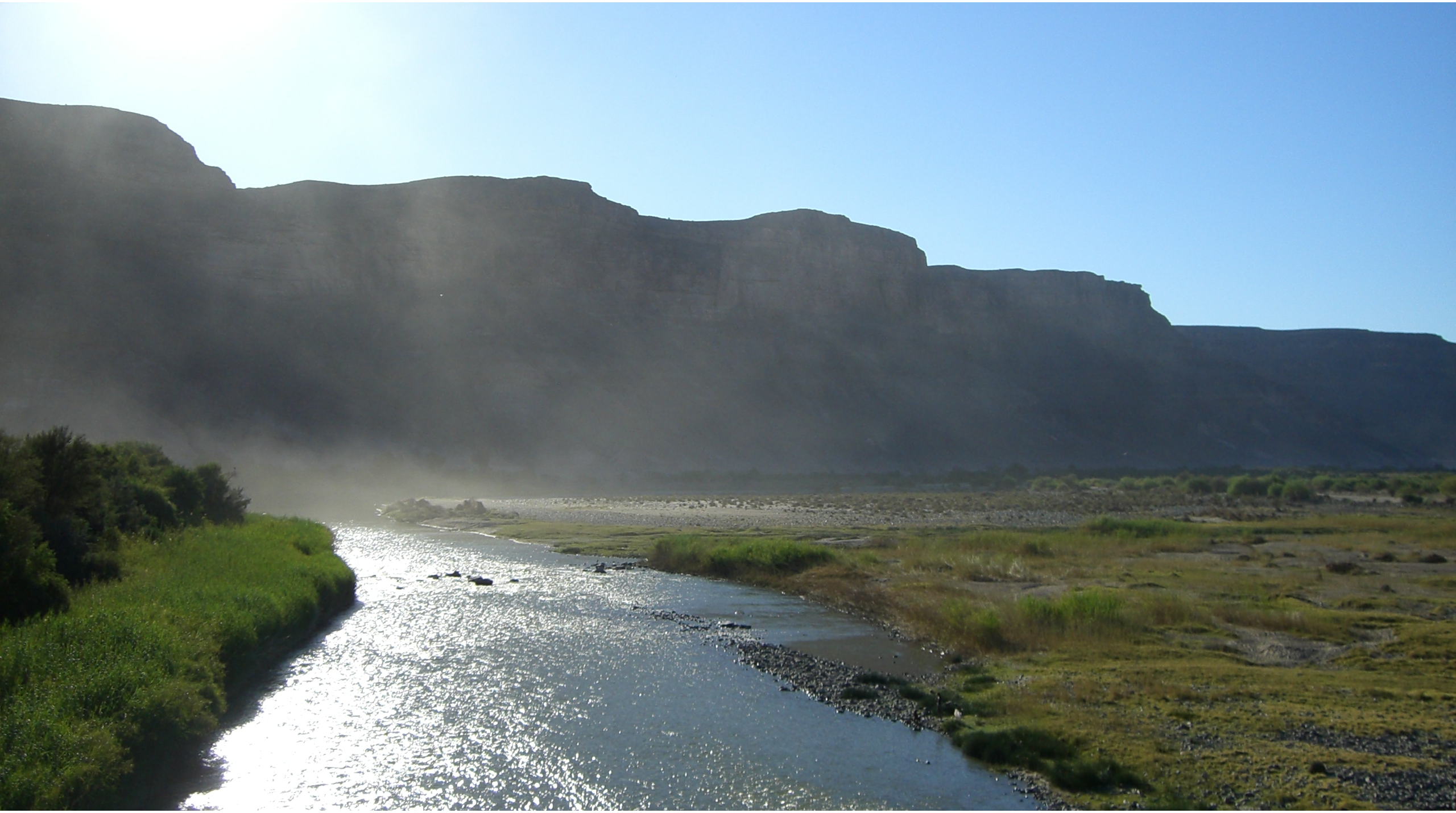
De Oranjerivier

Vioolsdrift of Vioolsdrif is een dorp gelegen in de gemeente Nama Khoi in de regio Namakwaland in de Zuid-Afrikaanse provincie Noord-Kaap. Het dorp ligt ruim honderd kilometer ten noorden van Springbok aan de grens met Namibië, op de zuidelijke oever van de Oranjerivier op ongeveer 300 meter hoogte. Over de Oranjerivier ligt een brug, die Vioolsdrift met het Namibische Noordoewer verbindt.
De belangrijkste bron van inkomsten in Vioolsdrift is de landbouw. Jaarlijks wordt er 15 miljoen m³ water aan de Oranjerivier ten behoeve van irrigatie onttrokken. Het bewateringskanaal wordt gevoed door de Vioolsdriftstuw, enkele kilometers stroomopwaarts vanaf de grens. De belangrijkste landbouwproducten zijn luzerne, citrusvruchten, dadels en groenten.

## Oorsprong van de naam
Vioolsdrift is volgens de legende vernoemd naar "Jan Viool", die naar zeggen de viool bespeelde in dit gebied in de negentiende eeuw. Sommigen zeggen dat hij een Nama man was, die gewoonlijk de ossenwagens begeleidde die de drift (voorde) doorkruisten. .

## Geografie
Langs Vioolsdrift loopt de nationale weg N7 in zuidelijke richting, helemaal tot bij Kaapstad. Naar het noorden toe loopt de weg richting de Namibische hoofdstad Windhoek. De brug die de nationale weg N7 over de Oranjerivier voert, is 350 m lang en 12 m hoog en werd op 28 november 1956 geopend om de pont te vervangen. Een belangrijke grensovergang tussen Zuid-Afrika en Namibië is gelegen bij Vioolsdrift. Aan de andere kant van de brug ligt het kleine Namibische dorp Noordoewer.
Het gebied is buitengewoon droog en dor en oversteekplaats over de rivier wordt overzien door steile en spectaculaire zandsteen kliffen van honderden meters hoogte. In het algemeen gesproken is het omliggende gebied bijna onbewoond. Er zijn echter wel kleine gebieden met vruchtbare door de rivier afgezette grond. Deze worden gebruikt om met behulp van bevloeiing gewassen op te verbouwen, zoals dadels en meloenen.

## Klimaat
De vallei is ontzettend warm, maar besproeiing laat de verbouwing van gewassen toe. Plannen in de jaren 1990 om het dorp te verplaatsen naar een meer geschikte locatie zijn nooit uitgevoerd. Er zijn twee seizoenen. De korte winter duurt van ongeveer mei tot en met juli. Er valt dan bijna geen regen en het weer is heet. De zomer duurt van augustus tot en met april. Het is dan heel erg heet en er valt geen noemenswaardige regen. Vioolsdrift is officieel een van de heetste plaatsen in Zuid-Afrika. De gemiddelde jaarlijkse temperatuur bedraagt 24 °C en temperaturen van boven de 30 °C worden gemeten op gemiddeld 220 dagen (60%) van het jaar. Dagtemperaturen van boven de 43 °C en de nachttemperatuur van 27 °C komen in de zomer regelmatig voor.

## Subplaatsen
Het nationaal instituut voor de statistiek, Stats SA, deelt sinds de volkstelling 2011 deze hoofdplaats in in zogenaamde subplaatsen (sub place), c.q. slechts één subplaats:
Vioolsdrift SP.